# Moor bei Gerdehaus
Das Moor bei Gerdehaus ist ein ehemaliges Naturschutzgebiet in der niedersächsischen Gemeinde Faßberg im Landkreis Celle.
Das ehemalige Naturschutzgebiet mit dem Kennzeichen NSG LÜ 162 ist 10 Hektar groß. Es war nahezu vollständig Bestandteil des FFH-Gebietes „Heiden und Magerrasen in der Südheide“. Das Gebiet stand seit dem 16. April 1988 unter Naturschutz. Ende Juli 2019 ging es im neu ausgewiesenen Naturschutzgebiet „Heiden und Magerrasen in der Südheide“ auf. Zuständige untere Naturschutzbehörde war der Landkreis Celle.
Das Gebiet liegt südlich von Faßberg und stellte einen kleinen Moorrest unter Schutz. Es ist überwiegend mit Bäumen bewachsen, es finden sich aber auch Flächen, die frei von Baumbewuchs sind. Durch Entkusselungsmaßnahmen soll dieser Zustand erhalten bleiben. Im Westen befinden sich am Rande des Gebietes mehrere kleine, ehemalige Fischteiche, die mehr und mehr verlanden und zum Teil mit Algenblüten überwuchern. Im Süden liegt eine extensiv genutzte Magerwiese. 
Das ehemalige Naturschutzgebiet, das in Richtung des Landwehrbachs entwässert, der bei Müden (Örtze) in die Örtze mündet, ist vollständig von landwirtschaftlichen Nutzflächen umgeben. Es ist vorgesehen, den das Gebiet durchziehenden Graben zum Landwehrbach zu verschließen, was aber bisher an dem Landwirt scheitert, der im Besitz der Flächen ist.

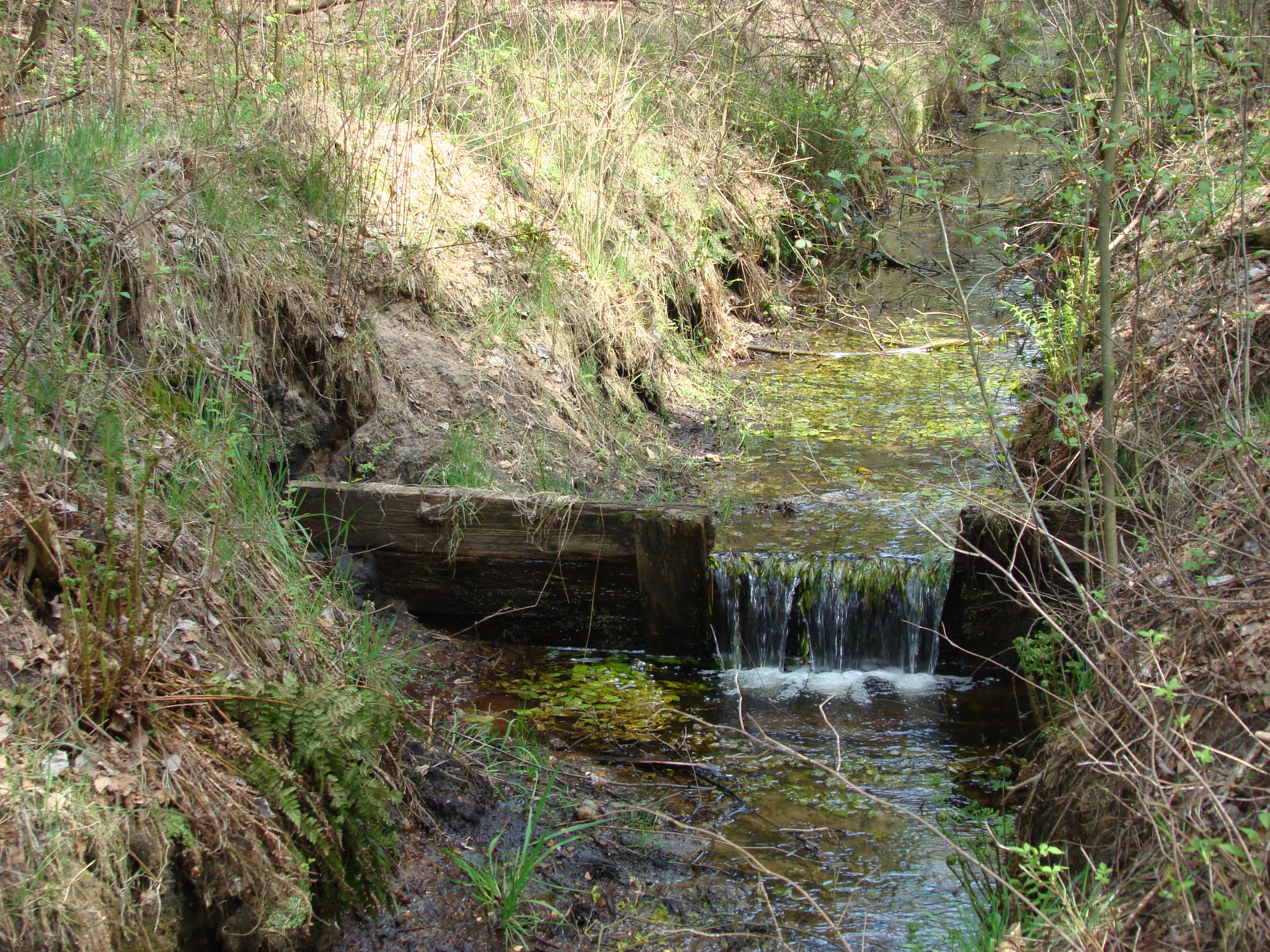
Teilgestauter Graben im Moor
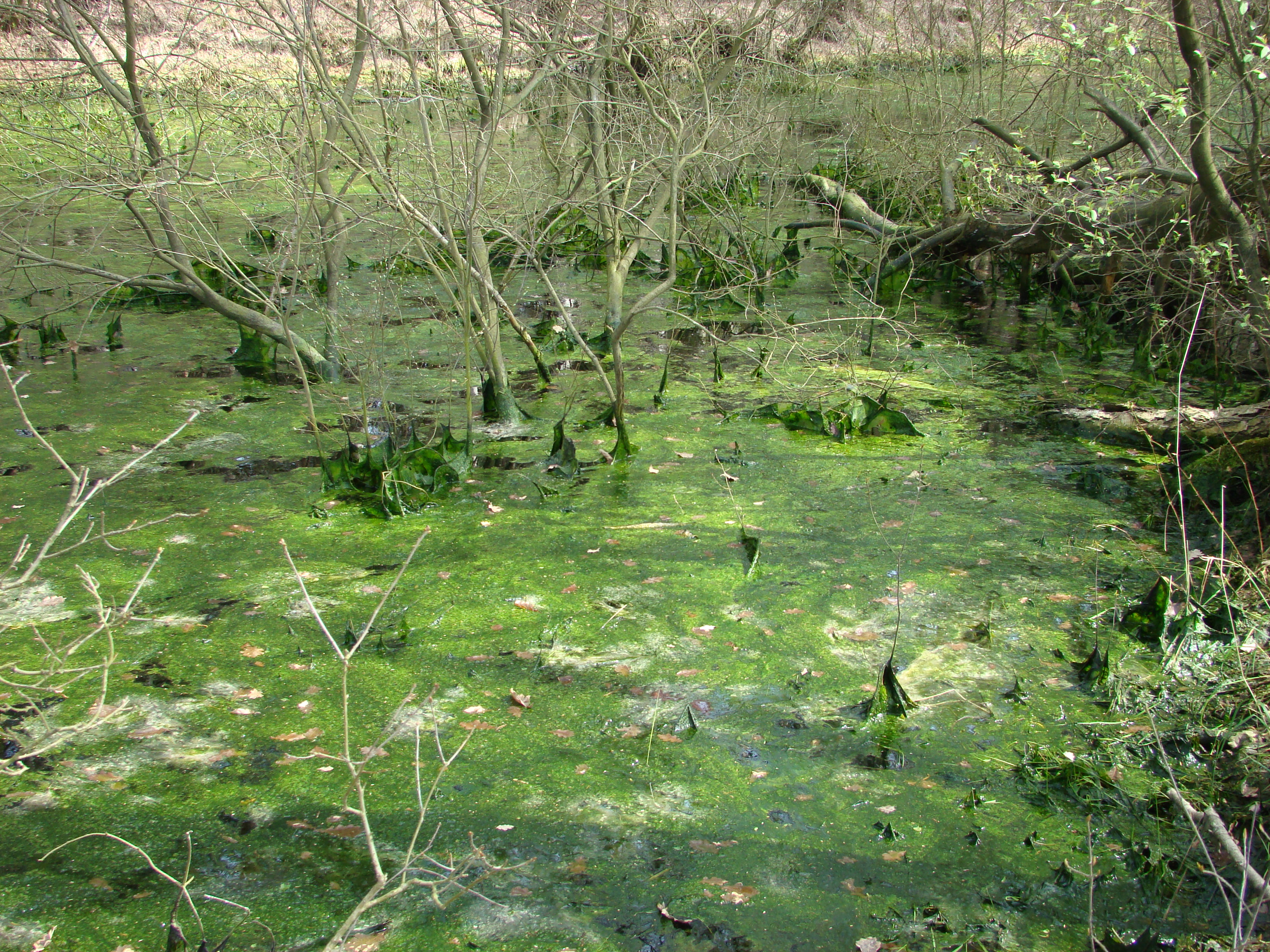
Algenblüte im ehemaligen Fischteich